# Leo Walter Hamm
Leo Walter Hamm (* 8. August 1926 in Brüx, Tschechoslowakei; † 29. August 2014 in Bad Königshofen im Grabfeld) war ein deutscher Bezirksschulrat, Heimatforscher und Autor.

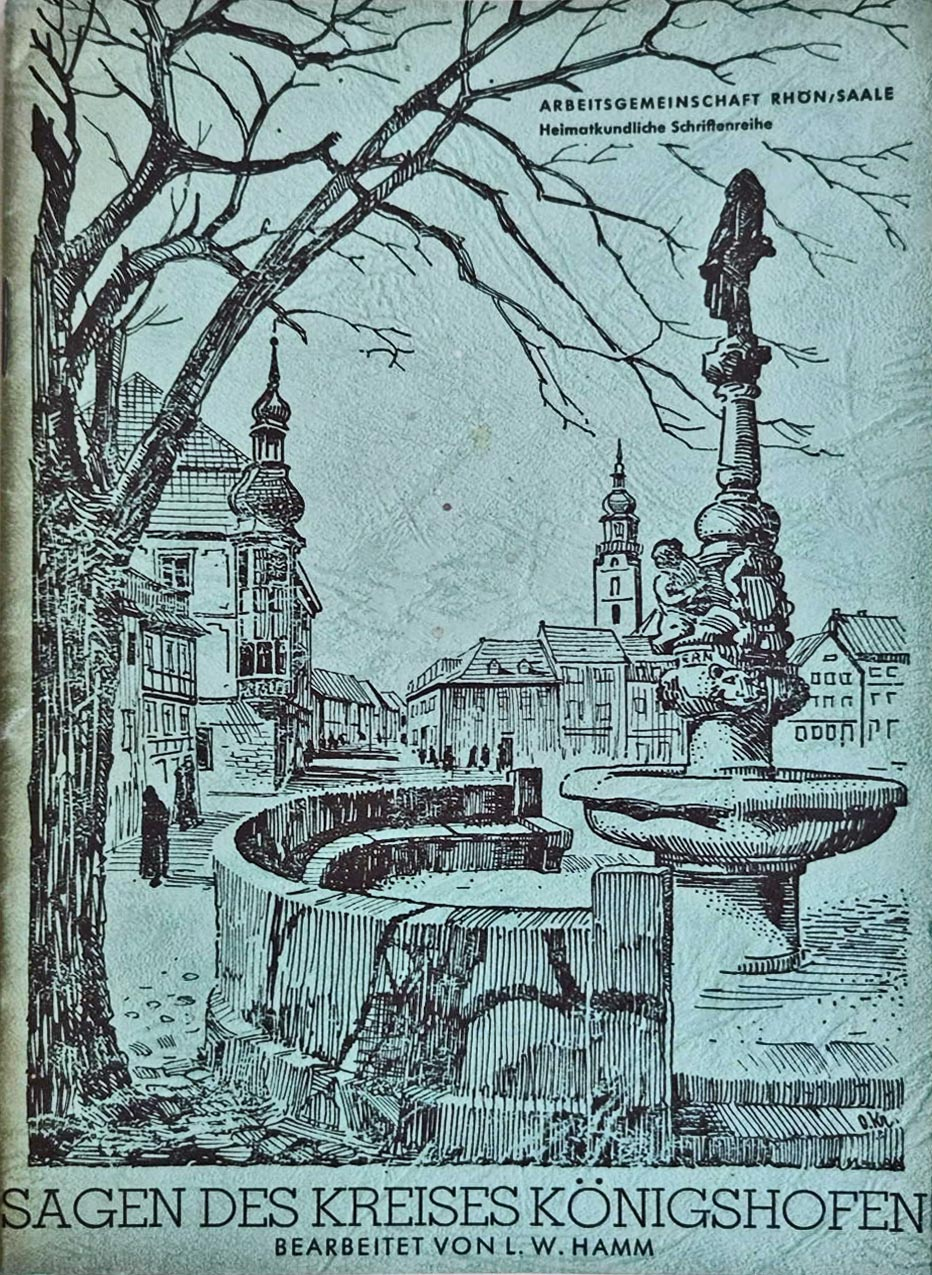
Leo Walter Hamm „Sagen des Kreises Königshofen“ (1964)

Der aus dem Sudetenland stammende Hamm kam nach dem Zweiten Weltkrieg nach Bad Königshofen im Grabfeld, wo er den Beruf des Lehrers ergriff. Er legte im Jahr 1952 die Lehramtsprüfung ab. Bis 1970 war Leo Hamm als Lehrer, dann als Rektor in Breitensee, Kleineibstadt und im Raum Schweinfurt tätig. Zusätzlich war er als Seminarleiter in der Lehrerausbildung tätig. Von 1970 bis 1979 war Hamm Schulrat im Landkreis Rhön-Grabfeld. Zu Hause war er über viele Jahre hinweg in Merkershausen. Neben seinem beruflichen Engagement war er leidenschaftlicher Heimatforscher und Historiker. Hamm starb im Jahr 2014.

## Auszeichnungen
- Kulturpreis des Landkreises Rhön-Grabfeld
- St.-Bruno-Medaille und Liborius-Wagner-Medaille (Bistum Würzburg)
- Justus Schneider Medaille
- Bundesverdienstmedaille

## Schriften (Auswahl)
- Der Königshof im Grabfeld von den Anfängen bis zur Reichsgründung, Stadt Bad Königshofen i. Grabfeld, 1991.
- Festschrift zur 1250-Jahrfeier der Stadt Bad Königshofen i. Grabfeld (Festwochenende: 12.–14. Juli 1991) Stadt Bad Königshofen i. Grabfeld 1991.
- Die drei verwunschenen Burgfräulein, Bad Königshofen 1989.
- Sagen, Geschichten und Legenden aus dem Königshöfer Land, Bad Königshofen 1994.
- Der Dreißigjährige Krieg im Königshöfer Land, Königshofen unter der schwedischen Besatzung 1631 – 1635, Bad Königshofen 1997.